# Rossiïski (Rostov)
|  | Per a altres significats, vegeu «Rossiïski». |

Rossiïski (en rus: Российский) és un poble (un possiólok) de l'óblast de Rostov, a Rússia, que en el cens del 2010 tenia 491 habitants, pertany al districte d'Aksai.